# 이건표
이건표(1945년 8월 6일 ~ )는 대한민국의 정치인이다. 제32·33대 단양군수를 역임했다.

## 학력
- 단양초등학교
- 단양중학교
- 단양공업고등학교(현재 한국호텔관광고등학교)

## 역대 선거 결과
|  | 46.05% |

|  | 52.20% |

|  | 36.25% |